# سازمان فداییان خلق ایران (اکثریت)

لوگوی کارگاه هنر ایران، هنرمندان هوادار سازمان فداییان خلق ایران (اکثریت)

لوگوی مرتبط با سیزدهمین سال بنیانگذاری سازمان فداییان خلق ایران (اکثریت)

محیط زیست

میلیتانت

سازمان فداییان خلق ایران (اکثریت)، یک حزب سیاسی در ایران و اپوزیسیون جمهوری اسلامی است که علیه این حکومت فعالیت می‌کند. این سازمان آن‌چنان‌که در برنامهٔ آن معرفی شده، یک سازمان سیاسیِ مدافع صلح، آزادی، دموکراسی، حقوق بشر، عدالت اجتماعی، برابری، همبستگی، برابرحقوقی زن و مرد، تنوع سبک زندگی، توسعه، حفظ محیط زیست، توزیع دموکراتیک قدرت، ثروت، فرصت‌ها و اطلاعات است؛ بر تأمین هماهنگی و توازن میان آزادی، برابری، دموکراسی، توسعه و حفظ محیط زیست تأکید دارد؛ برای تأمین شرایط زندگی متناسب با کرامت انسانی برای همه شهروندان ایران و فراهم آمدن شرایط گذر تدریجی از سرمایه‌داری به سوسیالیسم دمکراتیک مبارزه می‌کند؛ مخالف تبعیض طبقاتی، جنسیتی، ملی–قومی، نژادی و مذهبی است و علیه آن‌ها مبارزه می‌کند.
سازمان فداییان خلق ایران (اکثریت) در نتیجهٔ وقوع انشعابی بزرگ در سازمان چریک‌های فدایی خلق ایران در خرداد ۱۳۵۹ تأسیس شد. طی این انشعاب سازمان چریک‌های فدایی خلق ایران که در فروردین ۱۳۵۰، دو ماه پس از قیام سیاهکل در ۱۹ بهمن ۱۳۴۹ اعلام موجودیت کرده‌بود به دو جناح «اقلیت» و «اکثریت» تقسیم شد که خود مقدمهٔ وقوع انشعاب‌ها و اتحادهای متعدد دیگر در سال‌های بعد بود. بخش عظیمی از نیروهای هر دو سازمان اقلیت و اکثریت در سال ۶۷ در کشتار جمعی زندانیان سیاسی اعدام و بسیاری از فعالان هم به عنوان پناهندهٔ سیاسی به خارج از ایران مهاجرت کردند. نام سازمان در ابتدا و پس از انشعاب «سازمان چریک‌های فدایی خلق ایران (اکثریت)» بود که از ۱۱ اردیبهشت ۱۳۶۰ به «سازمان فداییان خلق ایران (اکثریت)» تغییر پیدا کرد.

## تاریخچه

### منشأ
سال‌های تکوین و شکل‌گیری ۱۳۳۲ – ۱۳۴۹: پس از کودتای ۲۸ مرداد ۱۳۳۲ و سقوط دولت ملی و دموکراتیک به نخست‌وزیری دکتر محمد مصدق، فشار بر نیروهای دگراندیش ایرانی از سوی حکومت پهلوی شدت گرفت. استبداد محمدرضاشاهی با هدف قرار دادن مهم‌ترین سازمان‌های سیاسی آن زمان یعنی حزب توده ایران و جبهه ملی ایران، که پایگاه اصلی مخالفان حکومت بود، و با محدود کردن شدید دامنهٔ عمل اعضای جبهه ملی ایران و سرکوب شدید حزب توده ایران و مجموعهٔ نیروهای وابسته به آن کوشید فضای گورستانی بر کشور حاکم کند. دکتر حسین فاطمی، وزیر امور خارجهٔ دولت مصدق اعدام شد. افسران حزب تودهٔ ایران به فرماندهی سرهنگ عزت‌الله سیامک در چندین گروه به جوخهٔ اعدام سپرده شدند و تعداد بسیار زیادی از فعالان حزب مورد پی‌گرد قرار گرفتند، زندانی و شکنجه شدند، و بسیاری از فعالان و رهبران حزب وادار به ترک کشور و رفتن به تبعید گردیدند. برخلاف خواستهٔ شاه، سرکوب جنبش ملی شدن نفت منجر به ایجاد سکون و سکوت و خفقان در جامعه نشد. در شرایطی که امکان برای فعالیت قانونی مخالفان سیاسی به‌صفر رسیده بود، مراکز فعالیت سیاسی به‌محافل روشنفکری منتقل شدند. مقابله با رژیم کودتا به ویژه از سوی محافل روشنفکری ادامه یافت و پس از گشایش دانش‌گاه‌ها توسط جنبش دانشجویی پی گرفته شد. با این‌همه محدودیت شدید فعالیت سیاسی کماکان ادامه یافت و زیر فشار این محدودیت بین روشنفکران ایرانی، به‌ویژه دانشجویان و دانش‌آموزان سال‌های بالای دبیرستان، که نسبت به جنبش‌های آزادی‌خواهانه و انقلابی دهه‌های ۱۹۵۰ و ۱۹۶۰ در کشورهای مختلف به‌ویژه در کوبا، ویتنام و فلسطین گرایش داشتند، جنبشی خودجوش و گسترده برای مبارزات سیاسی غیرعلنی و زیرزمینی با آماج‌های استقلال، مردم‌سالاری، عدالت اجتماعی و پیشرفت‌های اجتماعی شکل گرفت. محفل‌ها و گروه‌های کوچک و گاهی نسبتاً بزرگ تشکیل شدند، گاه‌گاهی ارتباطاتی بین برخی از آن‌ها ایجاد شد و فرایند سازمان‌یابی اندک‌اندک گسترش یافت و در ادامهٔ خود به تشکل‌یابی چندین سازمان بزرگ و کوچک چریکی انجامید، بزرگ‌ترین و شناخته‌شده‌ترین آن‌ها سازمان چریک‌های فدایی خلق ایران بود. «فداییان در فاصلهٔ سال‌های ۵۷–۱۳۵۰ فعال‌ترین سازمان چریکی بودند». (مازیار بهروز – شورشیان آرمان‌خواه – چاپ ۱۳۸۰ – ص ۱۲۰). از درون این محفل‌ها و گروه‌ها دو گروه نقش برجسته و منحصربه‌فردی در شکل‌دادن به شیوهٔ مبارزهٔ ده‌سالهٔ بعدی یافتند و یکی از آن دو سازمان را به‌نام چریک‌های فدایی خلق ایران بنیان گذاشتند.
در جستجوی راه
دو گروه پیشاهنگ و پیشتاز با سوابق مبارزاتی متفاوت و گونه‌گون و مستقل از هم به بررسی یافتن بُرّاترین و مؤترترین راه مبارزه با رژیم شاه برآمده بودند. هر دو گروه مستقل از هم با سفر به اقصی نقاط کشور به ارزیابی از جامعهٔ ایران و به تحقیق پیگیر در بارهٔ ساختار اجتماعی – اقتصادی آن پرداختند تا بتوانند با تطبیق اندیشه‌های مارکسیستی – لنینیستی خود با شرایط مشخص، زمینهٔ تعیین و تشخیص مؤثرترین راه مبارزاتی را دریابند. بنیان‌گذاران سازمان در مخالفت سرسخت و آشتی‌ناپذیر با استثمار کارگران و برزگران و دیگر زحمتکشان توسط سرمایه‌دارها، فئودال‌ها و نظام حاکم سرمایه‌داری و هم‌چنین در مخالفت پیگیر با استعمار کشورها توسط کشورهای امپریالیستی به سرکردگی امپریالیسم آمریکا و لزوم شکستن سد استبداد سلطنتی، که راه بر هرگونه فعالیت سیاسی برای تغییر در جامعه را بسته بود، اشتراک نظر کامل داشتند. برپایهٔ باور مشترک به مبارزه با سلطه‌گری امپریالیستی و استبداد داخلی، هر دو گروه احساس نزدیکی و هم‌پیوندی ژرفی با مبارزات ضداستعماری و ضداستبدادی مردمان سه قارهٔ آسیا، آفریقا و آمریکای لاتین بر علیه امپریالیسم و حکومت‌های استبدادی مباشر آن داشتند که به‌ویژه در دهه‌های ۶۰ و ۷۰ میلادی در اوج بود. این حس هم‌پیوندی و تلاش برای تشخیص راه‌های یک‌سان و هم‌تراز مبارزهٔ جهانی با استبداد، استثمار و استعمار در شرایط اوج‌گیری جنبش‌های رهایی‌بخش ملی درکشیده شدن این دو کروه و اکثریت قریب‌به‌اتفاق جنبش به راه مبارزهٔ مسلحانه تأثیر تعیین‌کننده‌ای داشت.
***
گروهی که به گروه یک یا گروه جزنی – ظریفی معروف شد، از خانواده‌های توده‌ای سربرآورد. شماری از اعضای گروه پیش از وقوع کودتا عضو سازمان جوانان حزب تودهٔ ایران بودند. بیژن جزنی شناخته‌شده‌ترین و برجسته‌ترین آنان بود. اعضای این گروه نخست در چارچوب جنبش صنفی – سیاسی دانشجویی فعالیت می‌کردند و برخی از آنان با جبههٔ ملی ایران ارتباط داشتند. بعدها با سرخوردگی از جبههٔ ملی ایران و با برخورد انتقادی نسبت به حزب تودهٔ ایران و حفظ فاصله از آن، در پی سازمان‌دهی مستقل مبارزه و گروه خود برآمدند. گروه رفته‌رفته سازمان‌دهی منسجم‌تری یافت و هر چه بیشتر به سوی مبارزهٔ مسلحانه گرایش یافت و در عین‌حال در سازمان‌دهی اعتراضات عمومی، از جمله در سازمان‌دهی اعتتراضات به افزایش قیمت بلیت اتوبوس‌های واحد و سازمان‌دهی مراسم بزرگ‌داشت زنده‌یاد جهان پهلوان غلام‌رضا تختی، مشارکت فعال داشت. گروه سال ۱۳۴۶ ضربه خورد و بسیاری از اعضای آن تحت پیگرد قرار گرفته و بخش بزرگی از آنان دستگیر شدند و پس از تحمل شکنجه‌های شدید به زندان‌های طولانی‌مدت محکوم شدند. برخی از اعضای گروه که شناخته‌شده‌ترین آنان علی اکبر صفایی فراهانی و محمد صفاری آشتیانی بودند از ایران خارج شدند. و برخی اعضای کمتر شناخته شدهٔ گروه مانند حمید اشرف از دستگیری‌ها مصون ماندند. همهٔ بنیان‌گذاران گروه یک احمد جلیلی افشار، بیژن جزنی، حسن ضیاءظریفی، سعید (مشعوف) کلانتری، عباس سورکی، عزیز سرمدی و محمد چوپان‌زاده جزو دستگیرشدگان بودند و همهٔ آن‌ها روز ۲۹ فروردین ۱۳۵۴ در یک صحنه‌سازی حکومتی رژیم شاه در تپه‌های اوین کشتار شدند. علی اکبر صفایی فراهانی و محمد صفاری آشتیانی پس از بازگشت به ایران فرماندهان اصلی رویداد حماسی سیاهکل در ۱۹ بهمن ۱۳۴۹ بودند. صفایی در جریان درگیری دست‌گیر و تنها چند هفته پس از آن در روز ۲۶ اسفند ۱۳۴۹ هم‌راه با دیگر دست‌گیر شدگان به جوخهٔ اعدام سپرده شد. صفاری آشتیانی از جملهٔ معدود مبارزانی بود که در جریان عملیات سیاهکل دستگیر نشدند. او در یک درگیری مسلحانهٔ خیابانی روز ۲ مرداد ۱۳۵۱ جان باخت. حمید اشرف هرگز دستگیر نشد و در گذر سال‌ها به فرماندهٔ تاریخی جنبش فداییان خلق و به سرشناس‌ترین چریک شهری تاریخ ایران بدل شد. وی در تاریخ ۸ تیر ۱۳۵۵ در یک درگیری مسلحانه و طی نبرد چندین‌ساعته در خانهٔ تیمی واقع در مهرآباد جنوبی به همراه همهٔ اعضای مرکزیت وقت سازمان جان باخت.
***
گروه دو، یا گروه احمدزاده – پویان – مفتاحی، از به‌هم پیوستن محافل و گروه‌های کوچکی که از اواسط سال‌های ۴۰ خورشیدی در آذربایجان (با محوریت تبریز)، در مشهد و در مازندران ایجاد شده بودند، تشکیل شد. یکی از مهم‌ترین این محفل‌ها، آن محفل فرهنگی – سیاسی بود که صمد بهرنگی و بهروز دهقانی به آن تعلق داشتند. صمد بهرنگی، معلم مدارس روستایی آذربایجان، با کارهای تحقیقی و نوشته‌های قابل توجه در زمینهٔ نقش زبان خلق‌های ایران، از جمله گردآوری افسانه‌های آذربایجان به هم‌راه بهروز دهقانی، نام خود را نه تنها در محافل فرهنگی آذربایجان و آذری‌زبان بلکه در محافل فرهنگی سراسر کشوری مطرح کرده بود. علاوه بر آن، صمد بهرنگی با داستان‌های بدیع خود که مخاطب و قهرمان آن‌ها کودکان بودند، بنیان‌گذار داستان کودک در میهن ما بود. معروف‌ترین اثر به جای مانده از او، داستان «ماهی سیاه کوچولو» است که خصلت‌نمای مشخصات و روحیات مبارزان دههٔ چهل به بعد بود. از سوی دیگر و در بخش‌های شرقی‌تر جغرافیایی گروه دو، یعنی در خراسان و مازندران بنیان‌گذاران سازمان از فضای دیگری سرچشمه می‌گرفتند. مسعود احمدزاده، امیرپرویز پویان و عباس مفتاحی از محافل مذهبی جبههٔ ملی می‌آمدند و در سال‌های نوجوانی خود در محافل مذهبی شرکت داشتند و به تدریج به اندیشه‌های سوسیالیستی و به مارکسیسم – لنینیسم روی آورده بودند. از رهبران گروه دو امیر پرویز پویان روز ۳ خرداد ۱۳۵۰، به فاصلهٔ بسیار کوتاهی پس از وحدت رسمی دو گروه، به همراه رحمت پیرونذیری و در جریان یک درگیری در خانهٔ تیمی جان باخت. مسعود احمدزاده و عباس مفتاحی پس از دستگیری و تحمل شدیدترین شکنجه‌ها در روز ۱۱ اسفند ۱۳۵۰ در کنار هم و به همراه برادران خود مجید احمدزاده و اسدالله مفتاحی و دو مبارز دیگر، حمید توکلی و غلام‌رضا گلوی در برابر جوخهٔ اعدام قرار گرفتند. بهروز دهقانی روز ۹ خرداد ۱۳۵۰ و در نتیجهٔ عواقب شکنجه‌های وحشیانهٔ عوامل رژیم پهلوی جان باخت.
***
این چنین بود که در سپیده‌دمان برنامه‌ریزی آغاز مبارزهٔ مسلحانه از سوی گروه یک در جنگل‌های سیاهکل، دو گروه بنیان‌گذار سازمان که از طرقی محدود، اما مهم و تأثیرگذار با یک‌دیگر در ارتباط بودند، هر دو مستقل از یک‌دیگر به جمع‌بندی‌هایی در شیوه‌های مبارزاتی رسیده بودند که شامل و حاکی از نقاط اشتراک مبارزاتی مهمی میان این دو بود؛ باور به آزادی‌های سیاسی، باور به مارکسیسم – لنینیسم به عنوان ایدئولوژی رهنمون در رهایی از استثمار، استعمار و استبداد، باور به عدم وابستگی ایران و از این منظر استقلال آن، باور به استقلال عمل خود، باور به مبارزهٔ بی‌امان با استبداد سلطنتی و باور به مشی مبارزهٔ مسلحانه. تفاوت و اختلاف عمده یا مهم میان دو گروه تنها در زمینهٔ نقش و جایگاه مبارزهٔ مسلحانه بود. در یک سوی طیف نیروهای این دو گروه نظریهٔ مسعود احمدزاده بود مبنی بر «هم استراتژی و هم تاکتیک» بودن مبارزهٔ مسلحانه و در سوی دیگر نظریهٔ رفیق بیژن جزنی مبنی بر استفاده از مبارزهٔ مسلحانه به عنوان یکی از شیوه‌های شکستن وضعیت موجود که با نظریهٔ دو مطلق تبیین می‌شد: استبداد مطلق حکومت و سکوت مطلق مردم. در باور عملی دو گروه این اختلاف نظر، عنصری نبود که بتواند سد راه وحدت آن دو قرار گیرد. به این ترتیب بود که نزدیکی فزایندهٔ دو گروه آغاز شد و هر چند هنگامی که روی‌داد حماسی سیاهکل در ۱۹ بهمن ۱۳۴۹ واقع شد، دو گروه هنوز وحدت نکرده بودند، اما شرایط عملی و عینی وحدت آن دو به گونه‌ای فراهم شده بود که رهبران برنامه‌ریز گروه یک، اعتماد کنند و گروه دو را در جریان تدارک عملیات تاریخی خود قرار دهند و رهبران گروه دو اعتماد کنند و احمد فرهودی را برای مشارکت در این عملیات به گروه یک بسپارند. شرایط عملی و عینی وحدت آن دو به‌گونه‌ای فراهم شده بود که، با این که طراحی عملیاتی که در تاریخ به عنوان عملیات سیاهکل نام گرفت، از سوی گروه یک صورت گرفته بود، و وحدت رسمی و همه‌جانبهٔ دو گروه تازه در فروردین ۱۳۵۰ و حدود دو ماه پس از روی‌داد سیاهکل به بار نشست، اما روی‌داد سیاهکل به عنوان عملیات مجموعهٔ سازمان چریک‌های فدایی خلق ایران پای به تاریخ میهن ما گشود.

### از تأسیس سازمان چریک‌های فدایی خلق ایران تا انقلاب ۱۳۵۷
نخستین اجلاس جنبش فداییان خلق در سال ۱۹۶۳ توسط بیژن جزنی و یارانش برگزار شد. آن‌ها به این نتیجه رسیده بودند که نفوذ قدرتمند آمریکا در ایران و سرکوب مخالفان حکومت، فعالیت‌های سیاسی و مسالمت‌آمیز احزاب و سازمانهای مخالف حکومت را به کلی غیرممکن ساخته است.
در این تنگنای سیاسی و تاریخی بود که مبارزهٔ مسلحانه تنها راه مؤثر برای دستیابی به هدف شناخته شد.
«"سازمان چریک‌های فدایی خلق ایران" در اواخر فروردین ۵۰ از ادغام کامل دو گروه تشکیل شد» [حمید اشرف – جمع‌بندی سه‌ساله – ص ۳]. با این‌همه حافظهٔ تاریخی ایرانیان تاریخ تولد آن را ۱۹ بهمن ۱۳۴۹ و محل تولد آن را سیاهکل ثبت کرده است. یرواند آبراهامیان می‌نویسد: «در شامگاه سرد نوزدهم بهمن ۱۳۴۹، سیزده مرد مجهز به تفنگ، مسلسل و نارنجکِ دستی به پاسگاه ژاندارمری سیاهکل، در جنگل‌های حاشیهٔ خزر، حمله کردند. آن‌ها با این حمله، که بعدها به «حماسهٔ سیاهکل» معروف شد، هشت سال فعالیت شدید چریکی را آغاز کردند و الهام بخش مبارزهٔ مسلحانهٔ بیشتر گروه‌های تندرو اسلامی و مارکسیست با رژیم شدند». [یرواند آبراهامیان – «ایران بین دو انقلاب» – چاپ دوم ۱۳۷۷ تهران صفحۀ ۵۹۱ و ۵۹۲].
«سازمان مجاهدین خلق ایران (گروه اصلی چریکی مسلمان) تأثیر فداییان را بر جامعه چنین تعریف می‌کند: «... تا اینکه در سال ۱۳۴۹ چریک‌های سیاهکل وارد عمل شدند و این کار، سازمان مجاهدین را برخلاف میل و آمادگی‌شان در اوایل ۵۰ وادار کرد که ایشان نیز وارد عمل شوند و موجودیت خود را به جامعه‌مان معرفی نمایند چون اگر این کار را انجام نمی‌دادند چریک‌های فدایی میدان عمل را از ایشان گرفته به‌عنوان پیشگام نیروهای مبارز در اذهان نقش می‌بست» [تاریخ جریان کودتا و نظراتی در بارۀ خط‌مشی کنونی سازمان مجاهدین خلق ایران – انتشارات ابوذر تهران ۱۳۵۸ صفحۀ ۱۴]. [به نقل از مازیار بهروز – «شورشیان آرمان‌خواه» – ۱۳۸۰ تهران – صفحۀ ۱۲۰].
در دورهٔ هشت سالهٔ از ۱۹۷۱ تا ۱۹۷۹ فداییان توسط حکومت زیر شدیدترین حملات قرار داشتند. در این سال‌ها در چهار دوره ضربه، بیشتر رهبران سازمان دستگیر یا کشته شدند. اما سازمان پابرجا ماند.
بزرگ‌ترین ضربه زمانی بود که بیژن جزنی و ۶ نفر دیگر از مؤسسان سازمان در زندان اوین کشته شدند. این واقعه در ۲۹ فروردین ۱۳۵۴ در زمانی رخ داد که ۸ سال از دستگیری و محکومیت آن‌ها در زندان گذشته و محاکمهٔ دومی هم انجام نشده بود. همچنین به دنبال یک رشته ضربه‌های پی در پی، در ۸ تیر ۱۳۵۵ حمید اشرف و نه تن دیگر از رهبران و اعضای فداییان در نبردی طولانی با پلیس در تهران کشته شدند.
«در سال‌های میان حماسهٔ سیاهکل و مهرماه ۱۳۵۶ … ۳۴۱ چریک و اعضای مسلح گروه‌های سیاسی جان خود را از دست دادند … در بین ۳۴۱ چریک کشته شدده ۱۷۲ نفر (۵۰درصد) از فداییان … بودند.» [یرواند آبراهامیان – «ایران بین دو انقلاب» – چاپ دوم ۱۳۷۷ تهران صفحۀ ۵۹۵]. از مهرماه ۱۳۵۶ تا ۲۲ بهمن ۱۳۵۷ دست‌کم ۴ فدایی دیگر در مبارزه با حکومت محمدرضاشاه جان باخته‌اند، یعنی تا پیروزی انقلاب بهمن جمعاً ۱۷۶ فدایی. از ۱۷۲ فدایی جان‌باخته تا مهرماه ۱۳۵۶، ۱۰۶ نفر در درگیری‌ها، ۳۸ نفر اعدام شده، ۱۰ نفر زیر شکنجه کشته شده، ۶ نفر ناپدید شده، ۵ نفر خودکشی کرده، و ۷ نفر در تپه‌های اوین به‌قتل رسیده‌اند [یرواند آبراهامیان – «ایران بین دو انقلاب» – چاپ دوم ۱۳۷۷ تهران جدول ۱۰ صفحۀ ۵۹۳]. از ۱۷۲ فدایی جان‌باخته، که ۲۲ نفر از آن‌ها زن بوده‌اند، ۷۳ نفر دانشجو، ۱ نفر دانش‌آموز، ۱۷ نفر آموزگار، ۱۹ نفر مهندس، ۷ نفر کارمند، ۳ نفر پزشک، ۴ نفر روشنفکر، ۸ نفر خانه‌دار، ۵ نفر سرباز، ۱۲ نفر کارگر، ۱۱ نفر دارای مشاغل دیگر و ۱۲ نفر ناشناخته بوده‌اند [یرواند آبراهامیان – «ایران بین دو انقلاب» – چاپ دوم ۱۳۷۷ تهران جدول ۱۱ صفحۀ ۵۹۴].
ساواک طی نه‌ماه پس از حماسهٔ سیاهکل، در یک رشته درگیری‌های مسلحانه تقریباً همهٔ اعضای مؤسس سازمان فدایی را دستگیر کرد یا کشت. با وجود این، اعضای باقی‌مانده، از جمله حمید اشرف، هم‌چنان به جنگ و مبارزه ادامه دادند. آن‌ها با جذب افراد علاقه‌مند، هسته‌های جدیدی به‌ویژه در تهران، تبریز، رشت، گرگان، قزوین و انزلی تشکیل دادند؛ دو نشریهٔ مخفی نبرد خلق و ۱۹ بهمن را منتشر کردند؛ و هم‌زمان با نخستین سالکرد حماسهٔ سیاهکل، چند اعتصاب و تظاهرات دانشجویی ترتیب دادند. آن‌ها هم‌چنین، با انجام چندین عملیات مسلحانه، به پنج بانک دستبرد زدند؛ دو کارآگاه پلیس، یک کارخانه‌دار میلیونر و یک نظامی عالی‌رتبه را کشتند؛ سفارتخانه‌های انگلیس، عمان و ایالات متحده را بمب‌گذاری و دفاتر تلگراف و تلفن بین‌المللی، آژانس هوایی ترانس ورلد، انجمن ایران و آمریکا و مراکز پلیس در تهران، تبریز، رشت، گرگان، مشهد و آبادان را منفجر کردند [یرواند آبراهامیان – «ایران بین دو انقلاب» – چاپ دوم ۱۳۷۷ تهران صفحۀ ۶۰۲]. «فداییان تمام رهبران اصلی خود (جزنی، احمدزاده، ظریفی، فراهانی، پویان، اشرف و دیگران) را از دست دادند، اما در میان گروه‌های چریکی نقش برتر خود را، چه از لحاظ نظری و چه در عرصهٔ عملی حفظ کردند. فداییان، برپایهٔ تحقیقات انجام شده، در دههٔ ۱۳۴۰، پژوهش‌هایی را نیز در مورد اصلاحات ارضی در ایران انجام دادند …» [مازیار بهروز – «شورشیان آرمان‌خواه» – ۱۳۸۰ تهران – صفحۀ ۱۲۰].
«در حالی که اقتدار اشرف از بین رفته و خط جزنی هنوز مورد پذیرش قرار نگرفته بود، در مهرماه ۱۳۵۵ در درون سازمان چریکهای فدایی انشعابی رخ داد. کسانی که جدا شدند از اساس از تئوری مبارزهٔ مسلحانه ناامید شده و به پذیرش رویکرد حزب توده روی آورده بودند. آن‌ها خود را گروه منشعب از سازمان چریک‌های فدایی خلق ایران نامیدند. رهبری آن‌ها را تورج حیدری بیگوند بر عهده داشت و تا آن‌جا که معلوم است اعضای دیگر فریبرز صالحی، حسین قلمبر، فرزاد دادگر، سیما بهمنش و فاطمه ایزدی بودند. بیگوند چندماه پس از انشعاب کشته شد» [مازیار بهروز – «شورشیان آرمان‌خواه» – ۱۳۸۰ تهران – صفحۀ ۱۲۸]. «در مقدمه [بیانیۀ انشعاب] اشاره شده انشعاب مشخصا در آبان‌ماه سال ۱۳۵۵، روی داده …» [محمود نادری – چریک‌های فدایی خلق – چاپ اول بهار ۱۳۸۷ ص ۷۴۹]. تاریخ جان‌باختن با خوردن سیانور تورج حیدری بیگوند نیز ۱۲ / ۷ / ۱۳۵۵ گزارش شده است [محمود نادری – چریک‌های فدایی خلق – چاپ اول بهار ۱۳۸۷ ص ۷۱۸]. گروه، مبارزه مسلحانه را به کلی واگذاشت، به حزب توده ایران پیوست و به انتشار نشریه «نوید» کمک کرد.
پس از انقلاب ۱۳۵۷
فداییان خلق در جریان انقلاب ایران نقش مؤثر و فعالی ایفا کردند. در این راستا از اول سال ۱۳۵۷ تا پایان روز ۲۲ بهمن ۱۲ فدایی جان باختند، ۷ تن از آنان روزهای ۲۱ و ۲۲ بهمن. هنگام انقلاب، بسیاری از نیروهایی که مخالف حکومت دینی بودند از فداییان پشتیبانی کردند.
به دنبال پیروزی انقلاب، دفاتر فعالیت علنی سازمان چریک‌های فدایی خلق ایران، که می‌توان گفت در جریان انقلاب ۱۳۵۷ و مدت‌ها بعد از آن پرهوادارترین جریان سیاسی چپ ایران و از نیروی مردمی و توده‌ای چشم‌گیری برخوردار بود، در اغلب شهرهای ایران تأسیس شد. این دفاتر بعدها تبدیل به مرکز تجمع جوانان چپ گردید. سازمان در نخستین انتخاباتی که در آن شرکت کرد رای بیش از ۱۰ درصد از رای‌دهندگان کشور را از آن خود کرد.
در روند فعالیت گستردهٔ سازمان در سپهر بعد از انقلاب، اختلاف نظر بر سر «مبارزه مسلحانه» سبب جدایی و انشعاب در سازمان چریک‌های فدایی خلق ایران گردیر. اولین گروه انشعاب کننده در گیلان به نام فداییان خلق گروه م. ل در اواخر سال ۱۳۵۷ در رشت شروع به فعالیت مستقل کرد. رهبر این گروه مبارزی به نام پاشا مقیمی بود که از آلمان به ایران آمده بود. وی سال ۱۳۶۳ اعدام شد. خرداد ۱۳۵۸ اشرف دهقانی و محمد حرمتی جدا شدند و تحت نام «چریکهای فدایی خلق ایران» اعلام موجودیت کردند.
این جدایی پایان اختلاف نظر در سازمان نبود. بحث‌های درون سازمانی میان فداییان در مورد انقلاب به جریان افتاد. در صدر این مسائل، نحوهٔ مبارزه و چگونگی برخورد با حاکمیت، مهم‌ترین موضوع مورد گفتگو بود. اکثریت بزرگی از اعضا دیگر اعتقادی به مبارزهٔ مسلحانه نداشتند و خواستار اتخاذ خط مشی همراهی با توده‌های مردم بودند. این اختلافات خرداد ۱۳۵۹ به انشعاب اقلیتی که در برگیرنده ۱۰ درصد از اعضای تشکیلات سازمان بود انجامید [کار۶۲ ]. اقلیت راه مبارزه چریکی و مسلحانه بنیان‌گذاران سازمان را در پیش گرفت و اکثریت به پشتیبانی از انقلاب، مبارزه مسلحانه را کنار گذاشت و با درکی دگرگونه از شرایط، ضمن تأکید بر ادامه راه بنیانگذاران سازمان به مبارزه با تکیه بر پایگاه میلیونی سازمان را در پیش گرفت. به‌دنبال انشعاب نام سازمان از ۲۵ تیر ۱۳۵۹ به «سازمان چریک‌های فدایی خلق ایران (اکثریت)» تغییر یافت [کار۶۷].
حذف واژهٔ «چریک» از نام سازمان نزدیک به یک سال بعد و در بزرگ‌ترین میتینگ تاریخ سازمان در روز ۱۱ اردیبهشت ۱۳۶۰ (اول ماه مه) صورت گرفت که طی آن نام «سازمان فداییان خلق ایران (اکثریت)» به عنوان نام رسمی سازمان اعلام شد [کار۱۰۸]. در این روز کمیته مرکزی سازمان خط مشی‌های جدید سازمان را اعلام کرد، از جمله اینکه سازمان دیگر یک تشکیلات چریکی نیست و یک سازمان سیاسی متعلق به طبقهٔ کارگر ایران است.
در خود سازمان اکثریت نیز انشعاباتی به وقوع پیوست. در مهر ۱۳۵۹ گروهی به رهبری مصطفی مدنی به دنبال اخراج وی از کمیتهٔ مرکزی از اکثریت جدا شده و «سازمان چریک‌های فدایی خلق ایران (اکثریت-جناح چپ)» را تأسیس کردند که خواهان وحدت با سازمان چریک‌های فدایی خلق ایران (اقلیت) بود و درنهایت نیز در دی ۱۳۶۱ در آن سازمان ادغام شد. همچنین در سال ۱۳۶۰ نیز جدایی دیگری در سازمان رخ داد که طی آن بخشی از اعضای سازمان در روز ۱۶ آذر ۱۳۶۰ بیانیه‌ای منتشر و در مخالفت با احتمال نزدیکی و وحدت سازمان و حزب تودهٔ ایران انشعاب کرده و با نام «سازمان فداییان خلق ایران (اکثریت-پیروان بیانیه ۱۶ آذر)» اعلام موجودیت کردند.
تا اوایل دهه ۱۹۸۰ که هنوز دولت اسلامی به‌طور کامل بر کشور مسلط نشده بود، سازمان فعالیت‌های نیمه علنی خود را ادامه داد. ارگان رسمی سازمان «نشریهٔ کار» با تیراژی بین صد تا سیصد هزار در هر هفته منتشر می‌شد. طی چهار سال تلاش برای ساختن ستون فقرات سازمان تعداد اعضا تشکیلات به ۲۰۰۰۰ نفر افزایش یافت. در میان این اعضا یک سوم زن، یک پنجم کارگر و سه پنجم دانشجو و دانش‌آموز بودند. سن متوسط در میان اعضا سازمان کمتر از ۲۴ سال و در میان کادر رهبری ۳۲ سال بود. سازماندهی بخش قابل توجهی از جوانان غیرمذهبی و تأسیس یک سازمان سیاسی چپ سکولار و با نفوذ، در جامعه‌ای شدیداً مذهبی برجسته‌ترین اقدام سازمان فداییان خلق بود.

### سال‌های بحران
در نیمهٔ دوم دههٔ ۱۹۸۰ میلادی، نتایج انقلاب ایران و سرنوشت سوسیالیسم در اتحاد شوروی به بحران ایدئولوژیک و سیاسی و تشکیلاتی منجر شد. محور اصلی بحث‌های دوران بحران را، ارزیابی‌ها از جمهوری اسلامی، «سوسیالیسم موجود» و ساختار غیردموکراتیک درون سازمانی تشکیل می‌داد. این بحران تأثیر فلج‌کننده‌ای روی بسیاری از بخش‌های سازمان داشت. بحث‌های درونی در سرتاسر سازمان منتشر گردید. در تابستان ۱۹۸۸ میلادی حقوق اعضا برای ابراز آزاد نقطه نظرات شخصی و مستقل برقرار گردید و این تحول که نخستین گام در تجدید ساختار سازمان بود، راه را برای تدارک نخستین کنگره هموار کرد.

### سالهای دههٔ ۱۹۹۰
در اوت ۱۹۹۰ نخستین کنگرهٔ سازمان در خارج از کشور برگزار گردید. کنگره توجه خود را به بررسی مجدد برنامهٔ سازمان، سیاست گذشته، وضعیت سیاسی و روابط داخلی معطوف نمود. به علاوه کنگره مواضع رهبری را به یک گروه جدید سپرد و فراخوان برای برگزاری کنگرهٔ دوم در سال بعد را اعلام نمود. نحوهٔ سازماندهی کنگره و دست‌آوردهای آن، وحدت ارادهٔ سازمان فداییان خلق ایران (اکثریت) را احیا کرد و اعتماد متقابل و همبستگی میان فعالان و درون سازمان را تحکیم بخشید.
سالهای دههٔ ۱۹۹۰ تغییرات عمده‌ای را در جنبش فداییان به همراه داشت. به دنبال تحلیل تاریخچهٔ گذشتهٔ سازمان، دموکراسی به عنوان هدف فوری و اساسی سازمان اعلام گردید. تلاش‌های قبلی در جهت وحدت ایدئولوژیک در سازمان به کنار گذاشته شد و به جای آن تفاوتهای ایدئولوژیک و اندیشه مستقل به‌طور رسمی پذیرفته و مورد پشتیبانی قرار گرفت. کنگرهٔ نخست، سوسیالیسم را به عنوان هدف نهایی خود اعلام کرد. کنگرهٔ دوم تصمیم گرفت که هر دو سال یک بار کنگرهٔ سازمانی فراخوانده شود. از آن زمان تصمیم فوق به‌طور کامل به اجرا درآمده است.
در سال ۱۹۹۵ چهارمین کنگرهٔ سازمان برگزار گردید به‌خاطر هم‌زمانی این گردهمایی با بیست و پنجمین سالمرگ بنیانگذار سازمان بیژن جزنی، این کنگره به نام او نام گذاری شد. در تاریخ سازمان دههٔ ۱۹۹۰ تنها به عنوان دههٔ پذیرش و انتشار اصول دموکراتیک میان تشکیلات شناخته نخواهد شد، بلکه به عنوان دورهٔ همکاری و روابط بهتر میان سازمان و جنبش‌های لیبرال، اصلاح طلب و دموکراتیک ایران ثبت خواهد شد.
کنگره نهم سازمان فداییان خلق ایران (اکثریت)، از نهم تا دوازدهم شهریور ماه ۱۳۸۴ برگزار شد. این کنگره به مناسبت هم‌زمانی با هفدهمین سالگرد کشتار جمعی زندانیان سیاسی در زندان‌های جمهوری اسلامی و به یاد کشته شدگانی که در گورستان خاوران خفته‌اند، «با خاوران» نامیده شد.
کنگره دهم سازمان فداییان خلق ایران (اکثریت)، کنگره دهم، از نوزدهم تا بیست و دوم بهمن ماه ۱۳۸۵ برگزار شد. این کنگره به مناسبت هم‌زمانی با سالگرد بنیانگذاری سازمان و انقلاب، کنگره «بهمن» نامیده شد.
کنگرهٔ یازدهم سازمان، فروردین ماه ۱۳۸۸ برابر با آوریل ۲۰۰۹ در نزدیکی شهر برلین، پایتخت آلمان برگزار شد.
کنگرهٔ دوازدهم سازمان، فروردین ماه ۱۳۹۰ برابر با آوریل ۲۰۱۱ در نزدیکی شهر کلن، آلمان برگزار شد. این کنگره به یاد حمید اشرف، رهبر سازمان فداییان، کنگره «حمید اشرف» نامیده شد.
کنگرهٔ سیزدهم سازمان، فروردین ماه ۱۳۹۲ برابر با آوریل ۲۰۱۳ در نزدیکی شهر برلین، پایتخت آلمان برگزار شد.
کنگرهٔ چهاردهم سازمان، فروردین ماه ۱۳۹۴ برابر با آوریل ۲۰۱۵ در نزدیکی شهر کلن، آلمان برگزار شد.
کنگرهٔ پانزدهم سازمان (کنگره فوق‌العاده دوم)، در ۱۸–۱۶ مهرماه ۱۳۹۵ (۹ – ۷ اکتبر ۲۰۱۶) در نزدیکی شهر کلن، آلمان برگزار شد.
تاریخ برگزاری کنگره‌های سازمان فداییان خلق ایران (اکثریت)
| کنگره | تاریخ شمسی                     | تاریخ میلادی                | توضیح |
| ۱     | ۱۳ تا ۲۳ مرداد ۱۳۶۹            | ۴ تا ۱۴ اوت ۱۹۹۰            |       |
| ۲     | ۲۷ مرداد تا ۳ شهریور ۱۳۷۰      | ۱۸ تا ۲۵ اوت ۱۹۹۱           |       |
| ۳     | ۶ تا ۱۰ مرداد ۱۳۷۲             | ۲۸ ژوئیه تا ۱ اوت ۱۹۹۳      |       |
| ۴     | ۷ تا ۱۲ مرداد ۱۳۷۴             | ۲۹ ژوئیه تا ۱ اوت ۱۹۹۵      |       |
| ۵     | ۱۳ تا ۱۸ دی ۱۳۷۶               | ۳ تا ۸ ژانویهٔ ۱۹۹۸          |       |
| ۶     | ۷ تا ۱۱ اسفند ۱۳۷۸             | ۲۶ فوریه تا ۲ مارس ۲۰۰۰     |       |
| ۷     | ۹ تا ۱۲ فروردین ۱۳۸۱           | ۲۹ مارس تا ۱ آوریل ۲۰۰۲     |       |
| ۸     | ۲ تا ۵ مهر ۱۳۸۲                | ۲۴ تا ۲۷ سپتامبر ۲۰۰۳       |       |
| ۹     | ۹ تا ۱۲ شهریور ۱۳۸۴            | ۳۱ اوت تا ۳ سپتامبر ۲۰۰۵    |       |
| ۱۰    | ۱۹ تا ۲۲ بهمن ۱۳۸۶             | ۸ تا ۱۱ فوریهٔ ۲۰۰۷          |       |
| ۱۱    | ۱۹ تا ۲۲ فروردین ۱۳۸۸          | ۸ تا ۱۱ آوریل ۲۰۰۹          |       |
| ۱۲    | ۲ تا ۵ اردیبهشت ۱۳۹۰           | ۲۲ تا ۲۴ آوریل ۲۰۱۱         |       |
| ۱۳    | ۲۹ تا ۱۳ فروردین ۱۳۹۲          | ۱۸ تا ۲۰ آوریل ۲۰۱۳         |       |
| ۱۴    | ۲۰ تا ۲۲ فروردین ۱۳۹۴          | ۹ تا ۱۱ آوریل ۲۰۱۵          |       |
| ۱۵    | ۱۶ تا ۱۸ مهر ۱۳۹۶              | ۷ تا ۹ اکتبر ۲۰۱۶           |       |
| ۱۶    | ۲۰ تا ۲۲ مهر ۱۳۹۷              | ۱۲ تا ۱۴ اکتبر ۲۰۱۸         |       |
| ۱۷    | ۲۴ تا ۲۶ بهمن ۱۳۹۸             | ۱۴ تا ۱۶ فوریهٔ ۲۰۲۰         |       |
| ۱۸    | ۲۲ شهریور ۴ آبان ۱۳۹۹          | ۱۲ سپتامبر تا ۲۵ اکتبر ۲۰۲۰ | مجازی |
| ۱۹    | ۲۲ اسفند ۱۴۰۰ تا ۲۹ خرداد ۱۴۰۱ | ۱۳ مارس تا ۱۹ ژوئن ۲۰۲۲     | مجازی |

## رهبری سازمان
سازمان فداییان خلق ایران (اکثریت) دارای یک شورای مرکزی ۲۱ نفره منتخب کنگره ۱۹ سازمان است. شورای مرکزی سازمان یک هیئت سیاسی-اجرایی ۷ نفره را انتخاب می‌کند که در فاصلهٔ جلسات شورای مرکزی، مسئول اداره سازمان است. هم‌اکنون مسئول هیئت سیاسی اجرایی سازمان فداییان خلق ایران (اکثریت) تهماسب وزیری و پروین همتی نیز سخنگوی سازمان است.